# La dona de ciment
La dona de ciment (títol original en anglès: Lady in Cement) és una pel·lícula dels Estats Units de Gordon Douglas dirigida el 1968. Ha estat doblada al català.
Segona aventura del detectiu Tony Rome, després de  Tony Rome és perillós (1967), del mateix realitzador.

## Argument
El detectiu Tony Rome és encarregat, amb el seu soci Hal Rubin, de trobar un tresor en un galió espanyol enfonsat el 1591 a l'altura de Miami. En la seva immersió, Tony troba el cos nu d'una jove, els peus segellats en ciment. Havia estat abans assassinada amb un ganivet.
Després d'haver declarat el seu descobriment al Tinent de policia Dave Santini, és contractat per un individu, Waldo Gronski, per tal de trobar Sandra Lomax, una dona desapareguda. En el transcurs de les seves investigacions, acaba descobrint que Sandra, poc abans de la seva desaparició, havia anat a una vesprada a casa d'una certa Kit Forrest, el protector de la qual, Al Mungar, es pren molt malament la irrupció del detectiu.

## Repartiment
- Frank Sinatra: el detectiu Tony Rome
- Raquel Welch: Kit Forrest
- Richard Conte: Tinent Dave Santini
- Martin Gabel: Al Munger
- Lainie Kazan: Maria Baretto
- Tommy Uhlar: Tighe Santini
- Dan Blocker: Waldo Gronsky
- Steve Peck: Paul Mungar
- Richard Deacon: Sherwin
- Alex Stevens: Shev
- Rey Baumel: Paco Gonzalez
- B.S.Pully: L'home del Strip Show
- Chris Robinson: Melvin
- Joe E.Lewis: Joe E.Lewis